# 7349 Ernestmaes
7349 Ernestmaes eller 1993 QK4 är en asteroid i huvudbältet som upptäcktes den 18 augusti 1993 av den belgiske astronomen Eric W. Elst vid CERGA-observatoriet. Den är uppkallad efter Ernest Maes.
Asteroiden har en diameter på ungefär 8 kilometer.